# Zoe Thorogood
Zoe Thorogood (Bradford, 7 de junio de 1998) es una historietista británica.

## Biografía
Nacida en Bradford y residente en Middlesbrough, ha estudiado diseño de arte para videojuegos en la Universidad De Montfort de Leicester y en la Universidad Teesside. Durante un tiempo compaginó los estudios con una beca laboral en Splash Damage. En 2018 empezó a publicar historieta por su propia cuenta, y decidió convertirse en dibujante profesional tras haber presentado su porfolio en una convención de Image Comics en Londres.
En 2020 lanzó con Avery Hill Publishing su debut editorial, La inevitable ceguera de Billie Scott, sobre una pintora que debe completar una exposición antes de quedarse ciega por desprendimiento de retina. Thorogood se inspiró en un diagnóstico médico personal para crear al personaje, pero no es una historia autobiográfica. La inevitable ceguera de Billie Scott fue la obra con la que obtuvo reconocimiento internacional, y ha sido editada en español por Reservoir Books. 
Al margen de su propio trabajo, Thorogood se hizo un nombre en la industria del cómic por sus colaboraciones como ilustradora. Su obra más importante ha sido Rain (Image Comics, 2022), con guion de David M. Booher y basada en una novela de Joe Hill, que logró tres nominaciones al Premio Eisner en 2023. También ha ilustrado portadas de Image, entre ellas una para el cómic oficial de Overwatch, y diseñó al personaje de Zarina Zahari para Spider-UK de Marvel Comics.
En 2022 publicó su segunda novela, Se está muy sola en el centro de la Tierra. Se trata de una autobiografía donde la autora, que en aquel momento atravesaba un periodo depresivo, aborda sus problemas de salud mental en pleno éxito profesional a través de un ejercicio introspectivo y experimental. La obra fue aclamada por la crítica por su guion metanarrativo, muy alejado de una visión autoglorificadora, y por la amplia variedad de recursos estilísticos que utiliza. Gracias a ella fue reconocida con el premio Russ Manning a la artista revelación del año y obtuvo dos nominaciones más en los Premios Eisner de 2023, entre ellas la categoría principal al «mejor escritor y artista».
En 2024 ha ilustrado la serie Hack/Slash: Back to School, dentro de la franquicia creada por Tim Seeley para Image. También ha guionizado Life Is Strange: Forget-Me-Not, basado en el videojuego Life Is Strange: True Colors, con dibujo de Claudia Leonardi y color de Andrea Izzo.

## Obra
- La inevitable ceguera de Billie Scott (Avery Hill, 2020; publicado en español por Reservoir Books, 2022)
- Se está muy sola en el centro de la Tierra (Image, 2022; publicado en español por Norma Editorial, 2024)